# 王野乔
王野乔，中华人民共和国教育部长江学者讲座教授，罗德岛大学环境与生命科学学院自然资源科学系终身教授，主要从事利用陆地卫星遥感技术及定量模型进行自然资源分析与制图等方面的研究工作。